# Édson
Édson Luiz da Silva (ur. 15 marca 1977 w Jaqueira) – brazylijski piłkarz grający na pozycji obrońcy lub pomocnika.

## Kariera piłkarska
Początkowo zawodnik Sport Club do Recife, następnie gracz francuskiego Olympique Marsylia. W jego barwach zadebiutował w Ligue 1 6 lutego 1999 roku w wygranym 3:1 meczu z SC Bastia. Jedynego gola we francuskiej ekstraklasie strzelił 24 kwietnia w spotkaniu z AS Nancy, przyczyniając się do zwycięstwa 4:0. Wraz z klubem z Marsylii zdobył w sezonie 1998/1999 wicemistrzostwo kraju oraz dotarł do finału Pucharu UEFA. W nim Olympique przegrał 0:3 z Parmą, zaś Édson wystąpił w podstawowym składzie, a na początku drugiej połowy został zmieniony przez Titi Camarę. Ponadto w plebiscycie „France Football” został wybrany najlepszym obrońcą ligi francuskiej (1999).
Jeszcze w 1999 roku powrócił do Brazylii, gdzie ponownie występował w Sport Club do Recife. Następnie reprezentował barwy Corinthians Paulista, Atlético Mineiro oraz po raz drugi Corinthians, z którym w 2002 wywalczył puchar Brazylii. Przed sezonem 2002/2003 został graczem União Leiria. Przez następne trzy lata był jego podstawowym graczem i regularnie występował w portugalskiej ekstraklasie. W 2003 roku wraz ze swoim klubem dotarł do finału pucharu kraju, w którym jego zespół przegrał 0:1 z FC Porto, a on grał do 76. minuty. Ponadto w 2004 wraz z Leirią uczestniczył w rozgrywkach Pucharu Intertoto – strzelił w nich dwa gole. Zdobył bramki w meczach z Szynnikiem Jarosławl i KRC Genk, przyczyniając się do awansu do fazy finałowej. W drugiej połowie 2005 roku Édson był zawodnikiem Sportingu, w którego barwach rozegrał jedynie jeden mecz ligowy – 28 sierpnia wystąpił przez pełne 90. minut w wygranym 2:1 pojedynku z CS Marítimo.
W grudniu 2005 roku został piłkarzem Legii Warszawa. W I lidze zadebiutował 3 marca 2006 w wygranym 1:0 meczu z GKS-em Bełchatów. Pierwszego gola w tych rozgrywkach strzelił 9 kwietnia w derbowym spotkaniu z Polonią Warszawa, przyczyniając się do zwycięstwa 2:0. W sezonie 2005/2006 wraz ze stołecznym klubem zdobył w mistrzostwo Polski, natomiast w 2008 roku wywalczył puchar kraju. W latach 2006–2008 regularnie występował w barwach swojego zespołu, strzelił dla niego 10 goli w lidze i jednego w europejskich pucharach – 2 sierpnia 2006 strzałem z rzutu wolnego zdobył bramkę w meczu eliminacji Ligi Mistrzów z islandzkim Hafnarfjarðar. W czerwcu 2007 roku został ukarany przez zarząd klubu wysoką karą finansową za odmowę wyjazdu na spotkanie Pucharu Ekstraklasy z Górnikiem Łęczna.
W grudniu 2008 roku odszedł z Legii i został zawodnikiem Náutico Capibaribe. W brazylijskim zespole rozegrał jedno spotkanie. Na początku sierpnia 2009 podpisał kontrakt z Koroną Kielce. Wystąpił w jej barwach w rundzie jesiennej sezonu 2009/2010 w 11 ligowych meczach i strzelił jednego gola – zdobył bramkę w wygranym 2:0 pojedynku z Odrą Wodzisław Śląski. W grudniu rozwiązał swoją umowę za porozumieniem stron. Następnie był graczem Santa Cruz. Później został menadżerem piłkarskim – odpowiadał m.in. za transfer Deleu do polskiej ligi.

## Osiągnięcia

### Corinthians Paulista
- Puchar Brazylii: 2002

### Legia Warszawa
- I liga: 2006
- Puchar Polski: 2008